# Tyler Moss
Tyler Moss (* 29. Juni 1975 in Ottawa, Ontario) ist ein ehemaliger kanadischer Eishockeytorwart, der im Verlauf seiner aktiven Karriere unter anderem für die Calgary Flames, Carolina Hurricanes und Vancouver Canucks in der National Hockey League aktiv war.

## Karriere
Tyler Moss begann seine Karriere als Eishockeyspieler bei den Kingston Frontenacs, für die er von 1992 bis 1995 in der kanadischen Juniorenliga Ontario Hockey League aktiv war, wobei er 1993 auch zu einem Einsatz für die Florida Hammerheads in der professionellen Inlinehockeyliga Roller Hockey International kam. In diesem Zeitraum wurde er im NHL Entry Draft 1993 in der zweiten Runde als insgesamt 29. Spieler von den Tampa Bay Lightning ausgewählt, für die er allerdings nie spielte. Stattdessen stand der Torwart in der Saison 1995/96 für die Atlanta Knights in der International Hockey League zwischen den Pfosten. Nach einem Transfer im Tausch für Jamie Huscroft im März 1997 folgten zwei Jahre, in denen er bei den Calgary Flames unter Vertrag stand, für diese jedoch nur 17 Spiele in der National Hockey League bestritt. Die restliche Zeit verbrachte er überwiegend in deren Farmteam bei den Saint John Flames aus der American Hockey League. Zudem lief er in diesem Zeitraum für die Muskegon Fury aus der Colonial Hockey League, Grand Rapids Griffins und Orlando Solar Bears aus der IHL und die Adirondack Red Wings aus der AHL auf. 
In der Saison 1999/2000 trat Moss mit den Wilkes-Barre/Scranton Penguins in der AHL und den Kansas City Blades in der IHL an. Zur Saison 2000/01 nahmen ihn die Carolina Hurricanes unter Vertrag, für die er in zwölf Spielen aktiv war. Zudem stand er neun Mal für deren IHL-Farmteam Cincinnati Cyclones auf dem Eis. Von 2001 bis 2005 spielte der Kanadier fast ausschließlich in der AHL, wo er für die Lowell Lock Monsters, Manitoba Moose, Toronto Roadrunners und nach deren Umsiedlung deren Nachfolgeteam Edmonton Road Runners regelmäßig zum Einsatz kam. In der Saison 2002/03 bestritt er für die Vancouver Canucks sein letztes Spiel in der National Hockey League. Im Sommer 2005 nahm er das Vertragsangebot des HK Spartak Moskau aus der russischen Superliga an. Nach einem Jahr, in dem er nur sporadisch eingesetzt wurde, verließ er die Hauptstädter bereits wieder und schloss sich Amur Chabarowsk an, für das er seit 2006 spielte und das zur Saison 2008/09 in die neu gegründete Kontinentale Hockey-Liga aufgenommen wurde. Im Juli 2010 wurde er bei Amur entlassen und war in der Folge arbeitslos.
Mitte Dezember 2010 wurde Moss von den SCL Tigers für vier Spiele verpflichtet, da Stammtorhüter Benjamin Conz bei der U20-Weltmeisterschaft weilte. Am 9. Januar 2011 erhielt Moss einen Vertrag bis Saisonende bei den Hannover Scorpions, ohne ein einziges Spiel für die Tigers absolviert zu haben. Zur Saison 2011/12 wurde er von den Nürnberg Ice Tigers verpflichtet.

## Erfolge und Auszeichnungen
- 1993 OHL All-Rookie Team
- 1995 OHL Goaltender of the Year
- 1995 OHL First All-Star Team
- 1995 CHL Third All-Star Team
- 1998 Harry „Hap“ Holmes Memorial Award (gemeinsam mit Jean-Sébastien Giguère)